# Ufficiale di collegamento
L'ufficiale di collegamento, nelle forze armate è quell'ufficiale che ha il compito di mantenere, gestire e passare le informazioni tra diverse unità militari di uno stesso Stato o di Stati differenti che, appartenendo alla stessa alleanza, debbano integrare le loro tattiche militari portando a termine operazioni in stretta collaborazione.

Suo compito è inoltre il passare le informazioni e i comandi ricevuti e ricevere viceversa informazioni da parte di altre unità da riferire al proprio comando.
Il suo ruolo ha visto una rilevante crescita di importanza specialmente con il diffondersi delle operazioni internazionali di peacekeeping.